# 伊藤修 (高知市長)
伊藤 修（いとう おさむ、1852年2月21日（嘉永5年2月2日） – 1925年（大正14年）6月17日）は、日本の政治家。高知市長。

## 経歴
土佐国高知城下で伊与木正猪の四男に生まれる。その後、浦戸町（高知城下）の伊藤怡然の養子となる。土佐郡朝倉村12ヶ村戸長になるが、1889年（明治22年）町村制の施行により、廃職となる。同年、高知市の発足により、高知市会議員となる。1891年（明治24年）高知市参事員、1893年（明治26年）土佐郡会議員となる。1895年（明治28年）高知市議に復帰、翌年副議長となる。1897年（明治30年）2月高知市会議長となるが、3月に高知市助役に就任。高知市長一圓正興の元で務めた。1902年（明治35年）市長の一圓が退任。6月に高知市長に就任したが、病気のため9月に辞職。わずか3ヶ月の在任だった。後任に前市長の一圓が復帰した。
このほか土佐郵船、高知汽船、帝国商船、土陽新聞の各取締役を務めた。
1925年（大正14年）に死去した。